# OŠ „Trajko Perić” Veliko Ropotovo
Osnovna škola Trajko Perić u Velikom Ropotovu otvorena je 1890. godine na predlog Josifa Popovića. Škola postoji i danas i nju pohađa oko 100 đaka. Dan škole se održava 15. marta. U sali Doma kulture u Velikom Ropotovu priredbom u kojoj je učestvovao veliki broj učenika obeležen je dan osnovne škole Trajko Perić. Prisutni roditelji, nastavnici, gosti imali su priliku da vide bogat kulturno-umetnički program. Prikazane su pesme, narodne igre i običaji iz Kosovskog Pomoravlja i Šumadije.

## Istorijat
Osnovna škola Trajko Perić u Velikom Ropotovu počela je sa radom 1912. godine, a bila je smeštena u današnjoj kapeli kod crkve. Školu su pohađala deca iz Velikog Ropotova i okolnih naselja Malog Ropotova, Odevca, Drenovca i drugih sela. Prvi učitelj je bio Stojan Sekulić a zatim Boško iz Vranja zvani Raguša. Zbog II balkanskog rata škola je morala da prekine rad posle rada od jedne godine. Do 1932. godine škola je bila smeštena u crkvenoj zgradi. Nova školska zgrada započeta je 1928. godine. Broj učenika po školskim godinama je: 1918. - 27 učenika, 1919. - 41 učenik, 1920. - 57 učenika, 1921. - 68 učenika, 1922. - 50 učenika, 1923. - 53 učenika, 1924. - 55 učenika, 1925. - 64 učenika, 1926. - 61 učenik. Školski nadzornik Milenko Brajović u izveštajima za mesece: januar, februar i mart 1928. godine pohvalio je pojedine ljude, a među njima i Jordana Ristića, učitelja u Velikom Ropotovu, koji se aktivno zalagao da se u ovom selu izgradi školska zgrada sa dve učionice i dva stana sa kancelarijom. Na početku školske 1954. godine rad u ovoj školi započelo je troje učitelja i to Dragomir Jovanović, Slavka iz Vranja i Marija Dimitrijević iz okoline Pirota. Oni su radili sa 192 učenika u sva četiri odeljenja. Godine 1955. radila je učiteljica Nadežda Stošić i broj učenika u ovoj godini je bio 176. Godine 1956. radili su Dragomir Jovanović, Slavka, Milan Stojanović i Momčilo Paunović. Članovi kolektiva su bili mladi ljudi i radili su koliko su mogućnosti dozvoljavale.

## Isturena odeljenja
Pored centralne škole postoje izdvojena odeljenje u Boževcu, Tomancu, Pančelu, Rajanovcu, Drenovcu, Odevcu.

## Škola danas
Osnovna škola "Trajko Perić" u Velikom Ropotovu je samostalna škola koja u svom sastavu ima pet isturenih odeljenja: Boževce, gde je osmorazredna škola, Tomance, gde je četvororazredna škola, Drenovce, gde je četvororazredna škola u kombinovanim odeljenjima, Rajanovce, gde je četvororazredna škola i Odevce, gde je četvororazredna škola. Danas osnovna škola "Trajko Perić" u Velikom Ropotovu radi u novoizgrađenom objektu i ima 11 učionica, kabinet informatike, zbornicu, kancelariju, biblioteku, kotlarnicu, sportske terene za košarku i mali fudbal. Učenici u školi pored ostalih obaveznih predmeta izučavaju dva strana jezika i to ruski i engleski, a od izbornih predmeta izučavaju čuvari prirode , od igračke do računara, građansko vaspitanje i veronauku. Nastavno osoblje redovno se usavršava posećujući seminare iz raznih oblasti. Na taj način nastava postaje interesantnija, a rezultata rada sve bolji.

## Likovna sekcija
Nadarenim učenicima pružena je mogućnost da produbljuju interesovanje za pojedine sadržaje iz likovne umetnosti i razvijaju sposobnost za likovno stvaralaštvo. Oskudna nastavna sredstva nisu nikada bila nepremostiva prepreka u realizaciji zadataka. Snalažljivošću, improvizacijom i upornošću učenika i nastavnika praktični radovi učenika uvek su bili na zavidnom nivou. Likovna sekcija poseduje blizu 50 radova učenika (crteža, slika, vajarskih radova i grafika)

## Literatura
- Dobrivoje Stojanović (2014): "Osnovne škole u Ranilugu i okolini", Milorad Minja Filić; Zadužbine Kosova.

## Spoljašnje veze
- Osnovna škola „Trajko Perić“